# يوم المنقذ

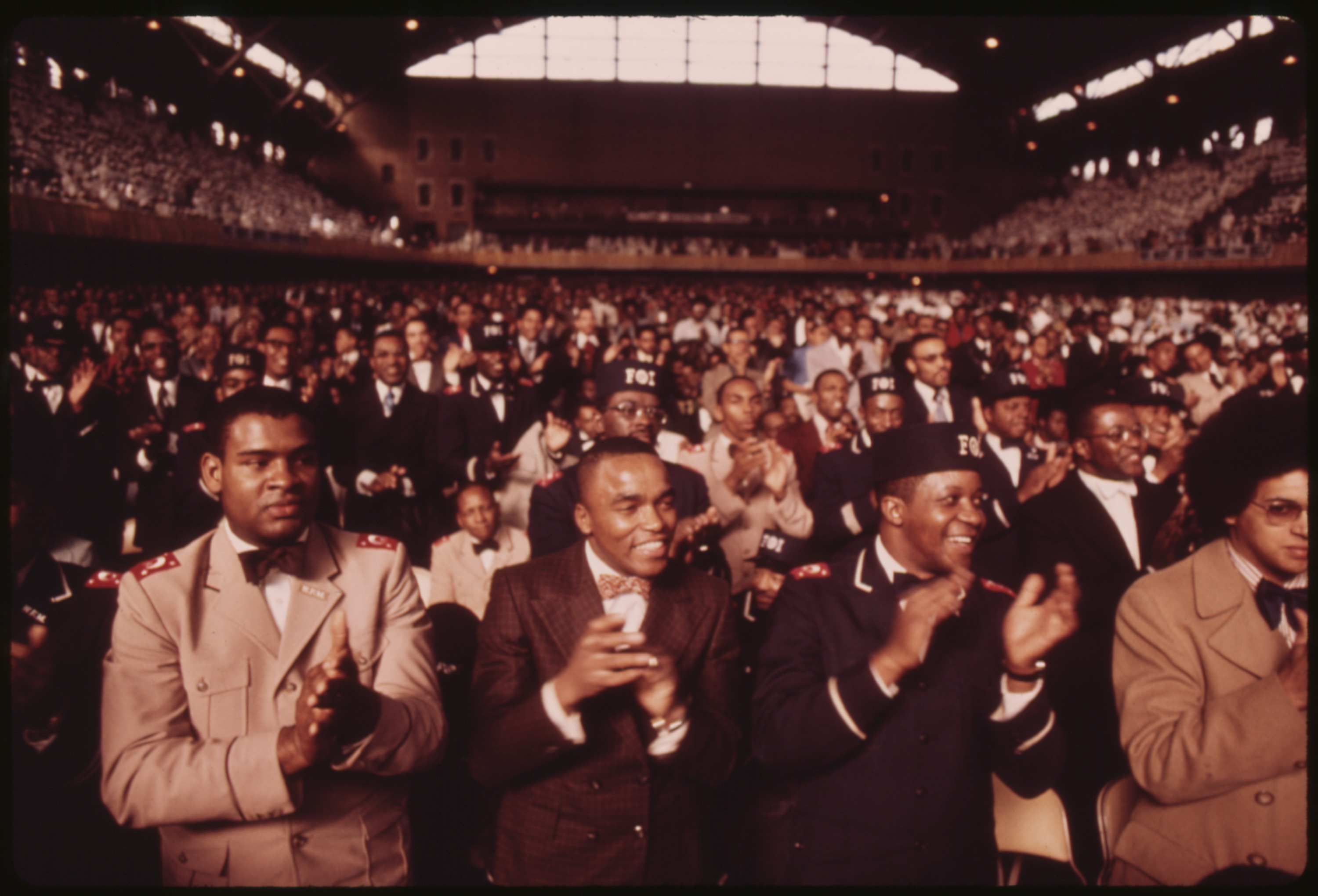
الرجال في يوم المنقذ 1974

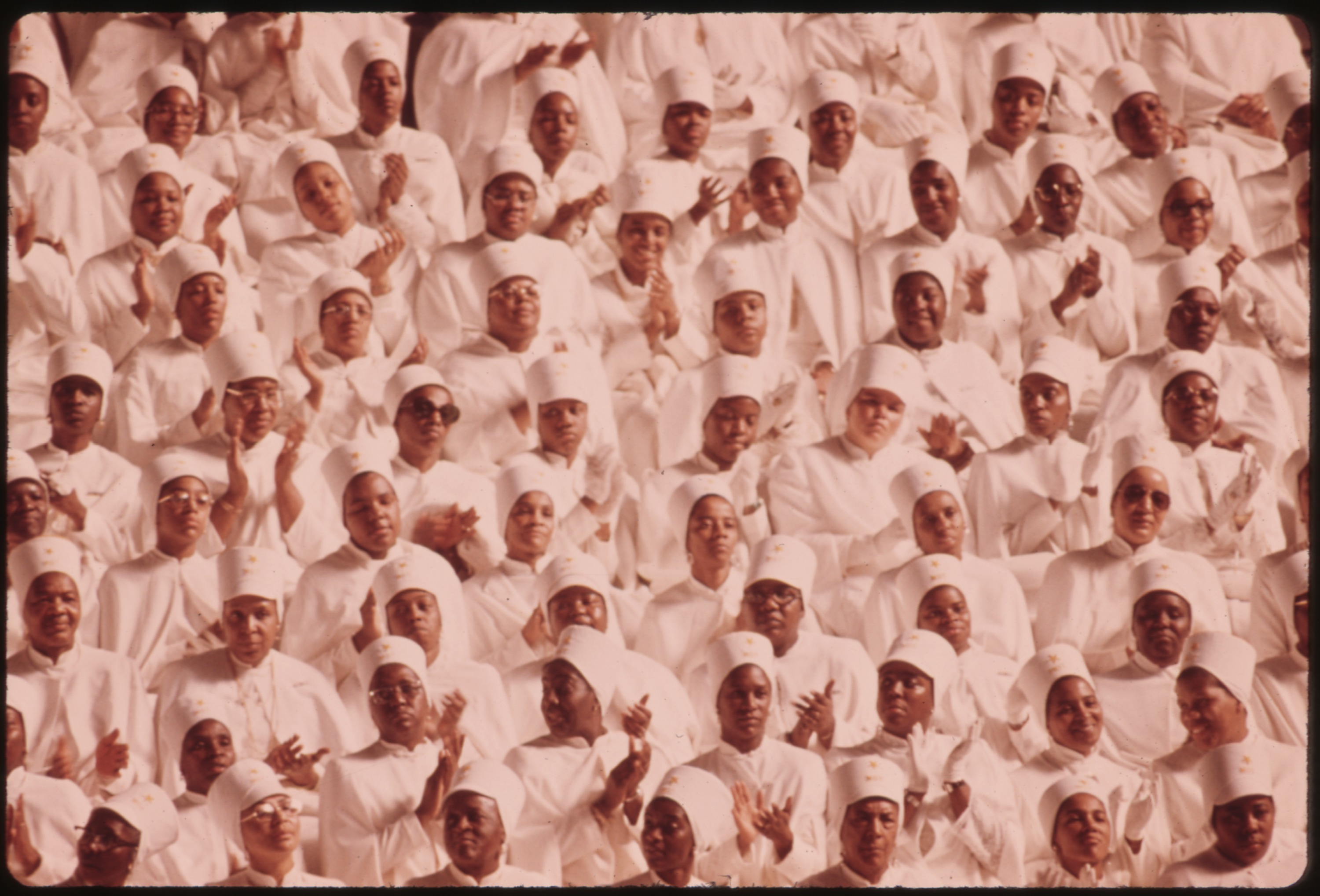
النساء في يوم المنقذ 1974

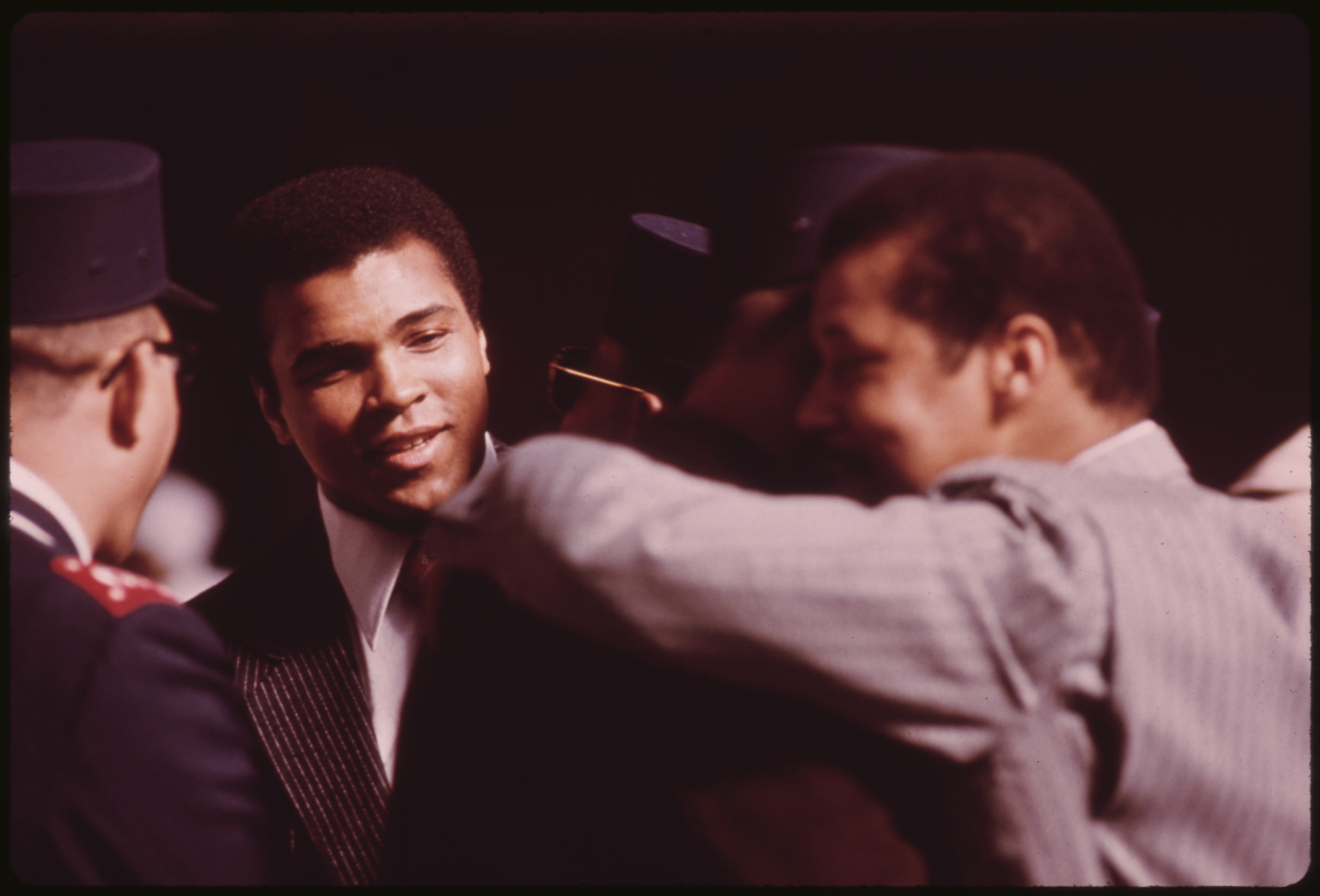
محمد علي يحضر يوم المنقذ

يوم المنقذ هو يوم عيد عند حركة أمة الإسلام تقيمه إحياءً لذكرى ميلاد مؤسسها، السيد والاس فرد محمد (دبليو دي فرد)، الذي تم الإعلان عن ولادته رسميًا في 26 فبراير 1877. أسس اليوم إلايجا محمد.

## التاريخ
تقيم جماعة الإمام وارث الدين محمد (الجمعية الأمريكية للمسلمين) احتفالًا مماثلًا في نهاية الأسبوع الأخير من شهر فبراير. غيّر وارث الدين محمد (ابن إلايجا محمد) اسم الاحتفال إلى يوم البقاء في عام 1976 ثم إلى يوم البقاء العرقي من 1979 إلى 1980 وجعله أسبوعًا للاحتفال. شكّل التغيير جزءً من رفضه تصوير والده لفرد كمخلصٍ إلهي.
توقف وارث الدين محمد في النهاية عن الاحتفال بيوم البقاء لمجتمعه وعاد إلى الاحتفال بيوم المنقذ مع التركيز على تاريخ أمة الإسلام وإلايجا محمد وليس دبليو دي فرد. أعاد وارث الدين محمد إقامة يوم المنقذ لمجتمعه في 26 فبراير 2000، بعد انضمامه إلى يوم المنقذ التابع لأمة الإسلام في ذلك العام.
أعاد لويس فرخان محمد الاحتفال بيوم المنقذ في عام 1981 عندما أعاد تأسيس أمة الإسلام تحت قيادته. تحت قيادته، صار الاحتفال السنوي تجمعًا يقام لمدة ثلاثة أيام مع مشاركة متحدثين وإقامة ندوات وورش عمل. منذ عام 2010، شمل حفل تخرج إقامة تكريم لديانية التدقيق، أشرف عليه مسؤولون من كل من الحركة والكنيسة العلموية. تحت قيادة فرخان، تمت الدعوة إلى الديانية علنًا منذ عام 2010، وقد احتضنها أتباعه، الذين تم تدريب أكثر من ألف منهم الآن على تدقيق الديانية.
عندما بدأ إلايجا محمد الاحتفال، أطلق عليه يوم المخلص (بالإنجليزية: Saviour's Day). نقل فرخان الفاصلة العليا، فتسبب في تغييره إلى يوم المنقذ (بالإنجليزية: Saviours' Day) حتى يضيف إلايجا محمد كمخلص إلى جانب السيد فرد محمد.
تقيم مجتمعات أمة الإسلام الأصغر الأخرى التي لا علاقة لها بالوزير فرخان احتفالات بيوم المخلص.

## الإملاء
تستخدم أمة الإسلام نسخة التهجئة البريطانية لكلمة المنقذ (saviour)، بدلًا من التهجئة الأمريكية المنقذ (savior). تضع أمة الإسلام تحت قيادة لويس فرخان فاصلة عليا في نهاية الكلمة، مؤكدة على الجمع للإشارة إلى أن «الرجال والنساء السود يجب أن يكونوا منقذين لأنفسهم ومجتمعاتهم.» تم الإعلان عن صيغة الجمع للتهجئة هذه في عام 1983 من أجل تمثيل تلك المسؤولية. ومع ذلك، يتم أيضًا استخدام التهجئة الأصلية مع الفاصلة العليا قبل حرف S.

## روابط خارجية
- موقع يوم المنقذ على شبكة الإنترنت، أمة الإسلام
- أهمية يوم المنقذ من سيليس محمد
- رعاية مسجد يوم المنقذ
- موقع أمة الإسلام